# Michael Fieger
Michael Fieger (* 1959 in Bukarest) ist ein deutsch-schweizerischer Theologe.

## Leben
Nach der Übersiedlung 1975 in die Bundesrepublik Deutschland legte er 1980 die Reifeprüfung (Abitur) am Gymnasium in den Pfarrwiesen in Sindelfingen ab und studierte von 1981 bis 1983 katholische Theologie an der Universität Tübingen und von 1983 bis 1986 an der Universität München. Er erwarb 1986 das Lizentiat der Theologie und erlernt von 1986 bis 1988 die Koptische Sprache an der Universität München. Nach der Promotion 1989 zum Doktor der Theologie wurde er 1989 zum Diakon in Rottenburg am Neckar geweiht. Nach der Priesterweihe 1991 in Ulm/Wiblingen war er von 1995 bis 2001 Leiter der Bibelpastoralen Arbeitsstelle im Bistum St. Gallen. Seit 2001 lehrt er als ordentlicher Professor für Alttestamentliche Wissenschaften und Dozent für Althebräisch an der Theologischen Hochschule Chur. Von 2003 bis 2007 war er Studiendekan an der Theologischen Hochschule Chur. Das Schweizer Bürgerrecht erwarb er 2010. Von 2014 bis 2017 lehrte er als assoziierter Universitätsprofessor an der Kath.-Theol. Fakultät der Universität Bukarest. Seit 2012 ist er Erasmus-Koordinator an der Theologischen Hochschule Chur. Von 2012 bis 2019 war er Präsident des Vulgata Vereins, seit 2019 Leiter des Vulgata Institutes. 2021 zum Forschungsdekan der Theologischen Hochschule Chur gewählt. Seit 2023 Co-Forschungsdekan mit Prof. Dr. Martina Roesner.

## Schriften (Auswahl)
- Das Thomasevangelium. Einleitung, Kommentar und Systematik (= Neutestamentliche Abhandlungen. Neue Folge. Band 81). Aschendorff, Münster 1991, ISBN 3-402-04770-5, (zugleich Dissertation, München 1989).
- Im Schatten der Artemis. Glaube und Ungehorsam in Ephesus. Lang, Bern 1998, ISBN 3-906760-58-8.
- mit Sigrid Hodel-Hoenes: Der Einzug in Ägypten. Ein Beitrag zur alttestamentlichen Josefsgeschichte (= Das Alte Testament im Dialog. An outline of an Old Testament dialogue. Band 1). Lang, Bern 2007, ISBN 3-03911-437-9.
- als Herausgeber mit Jörg Lanckau: Erschaffung und Zerstörung der Schöpfung. Ein Beitrag zum Thema Mythos (= Das Alte Testament im Dialog. An outline of an Old Testament dialogue. Band 4). Lang, Bern 2011, ISBN 978-3-0343-0479-5.
- als Herausgeber mit Marcel Weder: Krankheit und Sterben. Ein interprofessoineller Dialog (= Das Alte Testament im Dialog. An outline of an Old Testament dialogue. Band 6). Lang, Bern 2012, ISBN 3034311052.
- als Herausgeber mit Jutta Krispenz und Jörg Lanckau: Wörterbuch alttestamentlicher Motive. WBG, Darmstadt 2013, ISBN 3-534-24681-0.
- als Herausgeber mit Andreas Beriger, Stefan Maria Bolli, Widu-Wolfgang Ehlers und Wilhelm Tauwinkl: Vulgata-Studies Vol. I. Beiträge zum I. Vulgata-Kongress des Vulgata Vereins Chur in Bukarest (2013) (= Das Alte Testament im Dialog. An outline of an Old Testament dialogue. Band 8). Lang, Bern 2015, ISBN 978-3-0343-1478-7.
- Andreas Beriger / Widu-Wolfgang Ehlers / Michael Fieger (Hrsg.), Vulgata (Sammlung Tusculum),  Vol. I Genesis – Exodus – Leviticus – Numeri – Deuteronomium  Vol. II Iosue – Iudices – Ruth – Samuhel – Malachim – Verba dierum – Ezras – Tobias – Iudith – Hester – Iob  Vol. III Psalmi – Proverbia – Ecclesiastes – Canticum canticorum – Sapientia – Iesus Sirac  Vol. IV Isaias – Hieremias – Baruch – Ezechiel – Daniel – XII Prophetae – Maccabeorum  Vol. V Evangelia – Actus Apostolorum – Epistulae Pauli – Epistulae Catholicae – Apocalypsis – Appendix  Berlin, De Gruyter Verlag, 2018.
- Vulgata in Dialogue. A Biblical Online Review.[1]

Brigitta Schmid Pfändler – Michael Fieger (Hrsg.), Nicht am Ende mit dem Latein. Die Vulgata aus heutiger Sicht, Peter Lang, Lausanne 2023.